# 莱波萨维齐市镇
莱波萨维齐市镇（羅馬化：Opština Leposavić），是科索沃米特羅維察區的一个市镇，行政中心为萊波薩維奇。市镇总面积为539平方公里，人口数量为13,773人（2011年）。